# 弗洛斯河 (瓦爾德納布河支流)
49°43′30″N 12°9′59.5″E / 49.72500°N 12.166528°E

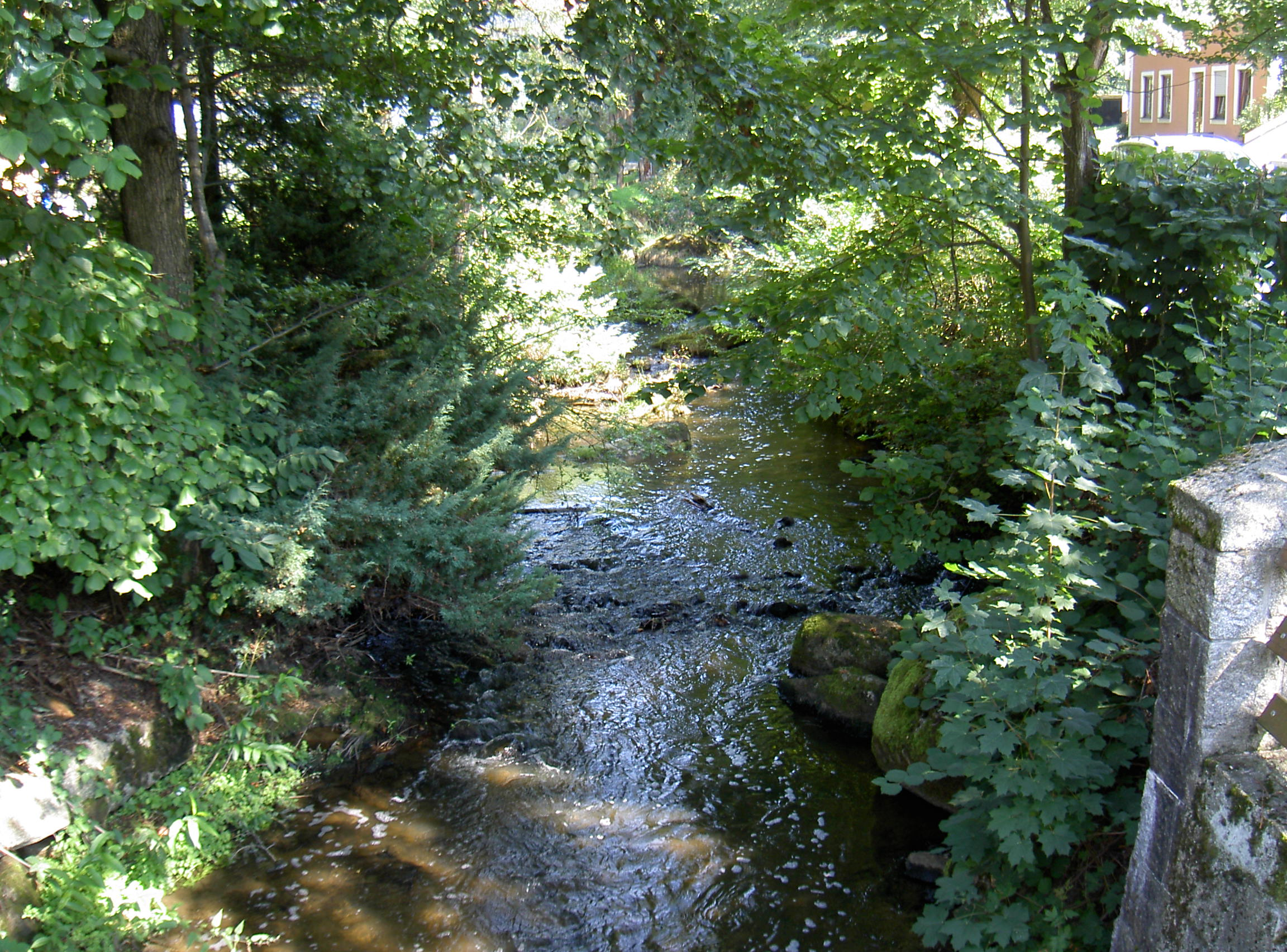

弗洛斯河是德國的河流，位於該國東南部，由巴伐利亞負責管轄，屬於瓦爾德納布河的左支流，河道全長26公里，流域面積94.6平方公里。